# البصريات والرؤية
تعتمد رؤية الإنسان والكائنات الحية الأخرى على العديد من الأعضاء مثل عدسة العين، وأي أجهزة لتصحيح الرؤية، والتي تستخدم البصريات لتركيز الصورة.
تحتوي أعين العديد من الحيوانات على عدسة تساعد على تركيز الضوء المحيط بها على شبكية العين. وهذه العدسة ضرورية لإنتاج صور واضحة داخل العين.
ومع ذلك، قد يعاني بعض الأفراد من مشاكل في التركيز، مثل قصر النظر أو قصر النظر الشيخوخي. في هذه الحالة يمكن تصحيح تركيز العينين بعدسة خارجية مثل النظارات أو العدسات اللاصقة أو من خلال الجراحة.

## الإدراك البصري
الإدراك البصري هو القدرة على تفسير المعلومات والمناطق المحيطة من الضوء المرئي الذي يصل إلى العين. يُعرف الإدراك الناتج عن ذلك أيضًا بنظرالعين أو البصر أو الرؤية. ويشار إلى المكونات الفسيولوجية المختلفة التي تنطوي عليها الرؤية بشكل جماعي باسم النظام المرئي، وهي محور الكثير تركيز الكثير من الأبحاث في علم النفس والعلوم المعرفية وعلم الأعصاب والأحياء الجزيئية.

### النظام البصري البشري
إن نظام البصر البشري يتيح استيعاب المعلومات من البيئة.  حيث تبدأ عملية الرؤية عندما تقوم عدسة العين بتركيز صورة من محيطها على غشاء حساس للضوء  في الجزء الخلفي من العين والذي يسمى بشبكية العين.و تقوم الشبكية بتحويل أنماط الضوء إلى إشارات عصبية. تعمل عدسة العين على تركيز الضوء على الخلايا المستقبلة للضوء في شبكية العين، والتي تستكتشف فوتونات الضوء وتستجيب عن طريق إنتاج نبضات عصبية. في حين تتم معالجة هذه الإشارات بطريقة هرمية من قبل أجزاء مختلفة من الدماغ، من شبكية العين إلى النواة الركبية الجانبية، إلى القشرة البصرية الأولية والثانوية للدماغ. ويمكن للإشارات من شبكية العين أن تنتقل مباشرة من الشبكية إلى الأكيمة العلوية.

### عين الإنسان
إن العين البشرية عضو يتفاعل مع الضوء لعدة أغراض.
كعضو حساس واعٍ، تسمح العين بالرؤية. تسمح الخلايا العصوية والمخروطية في الشبكية بإدراك الضوء الواعي  والرؤية بما في ذلك تمايز الألوان وإدراك العمق. يمكن للعين البشرية أن تميز حوالي 10 ملايين لون.
تستقبل الخلايا العقدية الحساسة للضوء في شبكية العين البشرية غير المكونة للصورة الإشارات الضوئية التي تؤثر على تعديل حجم بؤبؤ العين، وتنظيم وكبح هرمون الميلاتونين وتعمل على تقييد السّاعة البيولوجيّة للجسم.

### حدة البصر
إن حدة البصر تعرف بوضوح الرؤية، وخاصة الرؤية الشكلية، والتي تعتمد على حدة تركيز شبكية العين داخل العين وحساسية القوة التفسيرية للدماغ.
تعد حدة البصر مقياسًا كميًا للقدرة على تحديد الرموز السوداء على خلفية بيضاء على مسافة قياسية نظرًا لتنوع حجم الرموز. وهومن أكثر المقاييس السريريه  شيوعًا للوظيفة البصرية. يشير البسط في مصطلح «رؤية 20/20» إلى المسافة بين الأقدام والتي يمكن للشخص من خلالها أن يميز بشكل موثوق بين زوج من الكائنات. المقام هو المسافة التي يمكنلأي شخص التمييز منها - االمسافة التي تكون عندها زاوية الفصل دقيقة قوسية واحدة. حيث يساوي المكافئ المتري ورؤية 6/6 حيث تكون  المسافة 6 أمتار. لا يرتبط الرقم 20 / x مباشرة بوصفة النظارات المطلوبة لتصحيح الرؤية؛ بدلاً من ذلك، أن مسعى فحص العين هو العثور على القراءة الطبية التي توفر رؤية 20/20 على الأقل.

## التصحيح البصري غير الجراحي

### عدسة تصحيحية
العدسة التصحيحية هي عدسة يتم ارتداؤها أمام العين، وتستخدم بشكل أساسي لعلاج قصر النظر، ومد البصر واللَّابُؤْرِيَّة (الاستجماتيزم)، وقصر النظر الشيخوخي. والهدف هو تحقيق رؤية تصل إلى 20/20 أو إلى أقصى حد ممكن. النظاراتأو  «العُوَينات» هي عدسات تصحيحية توضع على الوجه على مسافة قصيرة أمام العين. يتم ارتداء العدسات اللاصقه مباشرة على سطح العين. يتم زرع العدسات داخل المقلة جراحيًا بشكل شائع بعد إزالة المياه البيضاء، ولكن مؤخرًا لأغراض تكسير بحتة. إن قصر النظر يتطلب عدسة متباينة، في حين يتطلب مد البصر (بعد النظر) عدسة متقاربة.

#### الوصفة الطبية للعدسات التصحيحية
غالبا ما يقوم أخصائي البصريات بوصف العدسات التصحيحية. تتكون الوصفة الطبية من جميع المواصفات اللازمة لعمل العدسة..تتضمن الوصفات عادةً مواصفات الطاقة لكل عدسة (لكل عين). يتم تحديد نقاط القوة بشكل عام في خطوات ربع ديوبتر (0.25 د) لأن معظم الناس لا يستطيعون بشكل عام التمييز بين الزيادات الأصغر (مثل خطوات الديوبتر الثامن / 0.125 د).

#### النظارات
النظارات هي إطارات تحوي عدسات ترتدا أمام العين، لتصحيح عملية النظر أو حماية العين أو للحماية من الأشعة فوق البنفسجية.
في اغلب الاوقات يتم دعم النظارات الحديثة بوسادات على قَصَبَةُ الأنْف وأذرع الصدغ الموضوعة فوق الأذنين. ويشمل تاريخ النظارات عدة أنواع منها النظارة الأنفية ، الأحادية، منظار للأوبرا، والنظارات المقصية.
يتم تصنيع عدسات النظارات بشكل عام من البلاستيك، بما في ذلك CR-39 والبولي كربونات. تعمل هذه المواد على تقليل  خطر الكسر وذات وزن اخف  من العدسات الزجاجيه. تمتع بعض المواد البلاستيكية أيضًا بخصائص بصرية أكثر إفادة من الزجاج، مثل تحسين الضوء المرئي وزيادة امتصاص للأشعة فوق البنفسجي. تحتوي بعض أنواع البلاستيك على معامل انكسار أكبر من معظم أنواع الزجاج؛ وهذا مفيد في صنع عدسات تصحيحية المصممة لتصحيح تشوهات الرؤية المختلفة مثل قصر النظر، مما يسمح استخدام عدسات أرق لقراءة طبيه معينة.

#### العدسات اللاصقة
العدسات اللاصقة هي عدسات تصحيحية، تَجمِيلِيّة، أو عدسة علاجية توضع عادة على قرنية العين. الكيميائي التشيكي أوتو ويتشترل ومساعده دراهوسلاف ليم هم من اختراعوا العدسات اللاصقة اللينة الحديثة، حيث ان المساعد دراهوسلاف ليم هو أيضًا الذي اخترع أول هلام يستخدم في إنتاجهما.
تؤدي العدسات اللاصقة دات الغرض التي تؤديه النظارات الطبيه، ولكنها خفيفة الوزن وغير مرئية فعليًا، حيث ان  العديد من العدسات التجارية ملونة باللون الأزرق الباهت لجعلها أكثر وضوحًا عند غمرها في محلول التنظيف والتخزين.في حين يتم   تلوين بعض عدسات التجميل عمداً لتغيير مظهر العين. تتمتع العدسات الآن بلون خفيف مائل إلى الأزرق وهو عبارة عن طبقة رقيقة من الأشعة فوق البنفسجية؛ مما يقلل الوهج وتلف القرنية مثل  النظارات الشمسية. [بحاجه للمصدر]

## التصحيح الجراحي للنظر

### الجراحة الانكسارية القرنية
استئصال الورم الحليمي البصري (الجراحة الانكسارية القرنية) واستئصال القرنية تحت الظهارة بمساعدة الليزر (أو تحدب القرنية الظهاري بالليزر) هي إجراءات جراحة العيون بالليزر تهدف إلى تصحيح رؤية الشخص، وتقليل الاعتماد على النظارات أو العدسات اللاصقة. وقد تم تنفيذ أول إجراء من هذه الجراحة  في عيادة ماساشوستس للعين والأذن في عام 1996 من قبل أخصائي العيون، جراحالإنكسار، ديمتري أزار. وقد قامت كاملين بنشر هذا الإجراء في وقت لاحق.
تغير [عمليات اللايزر الجراحية للعين] والجراحة الانكسارية القرنية  شكل القرنية المركزية الأمامية بشكل دائم باستخدام ليزر الإكسيمر  (إزالة عن طريق التبخير) لإزالة كمية صغيرة من الأنسجة من سدى القرنية في مقدمة العين، تحت ظهارة القرنية مباشرة. تتم إزالة الطبقة الخارجية من القرنية قبل الاستئصال. يقوم نظام الكمبيوتر بتتبع موضع نظر المريض  من 60 إلى 4000 مرة في الثانية، اعتمادًا على نوع الليزر الذي يتم استخدامه، ويعيد توجيه نبضات الليزر ليتم تحديد موضعها بدقة. تركز معظم أجهزة الليزر الحديثة تلقائيًا على المحور البصري للمريض وتتوقف مؤقتًا إذا تحركت العين خارج النطاق ثم تستأنف الاستئصال في تلك المرحلة بعد إعادة توسيط عين المريض.
إن إدخال عدسة داخل العين لهدف علاج إعتام عدسة العين هو أكثر الإجراءات الجراحية شيوعًا في العين. من الممكن إجراء هذه العملية تحت تأثير التخدير الموضعي مع مراعاة إيقاظ المريض طوال العملية. يتيح استخدام [عدسة باطن العين] المرنة لف العدسة لإدخالها في الكبسولة من خلال شق صغير جدًا، مما يؤدي إلى تجنب الحاجة إلى خياطة، وغالبا ما يستغرق هذا الإجراء أقل من 30 دقيقة في أيدي أخصائي عيون متمرس. بعد الجراحة، يجب على المرضى تجنب ممارسه أي من  التمارين الشاقة أو أي شيء آخر يزيد ضغط الدم بشكل ملحوظ.كما يجب عليهم أيضًا زيارة أطباء العيون بانتظام لعدة أشهر لمراقبة عمليات الزرع.
معظم عدسات باطن العين التي يتم تركيبها اليوم هي عدسات أحادية البؤرة ثابتة تتوافق مع الرؤية عن بعد. ومع ذلك، تتوفرالعديد من  الأنواع أخرى، مثل عدسات باطن العين متعددة البؤر التي توفر للمريض رؤية متعددة التركيز من مسافة بعيدة وومسافه للقراءة، وعدسات باطن العين المتكيفية التي توفر للمريض أماكن إقامة بصرية محدودة..